# Implant pentru Refuz
Implant pentru Refuz (cunoscută și ca IPR) este o formație de muzică rock fondată la Timișoara în anul 1995.

## Membri
- Octavian Horváth – voce (1995 - prezent)
- Valentin Popescu – chitara electrică (2000 - prezent)
- Razvan Nicov – chitară electrică (2006 - prezent)
- Czifrak Ștefan - chitară bas (2009 -  2018, 2019 - prezent)
- Alexandru Hera – baterie (2012 - prezent)

### Ex-membri
- Gabriel Papay – chitara bas (1995 - 2009)
- Ovidiu Vinereanu – voce (1998 - 2008)
- Szász István – chitara electrică (1998 - 2000)
- Cristian Miclea – chitara electrică (1995 - 1998)
- Tudor Vinereanu – chitara electrică (1995 - 1998)
- Adrian Iacob - baterie (1995 - 2010)
- Ovidiu Takács – voce (1995 - 2011)
- Bologan Paul – baterie (2010 - 2012)
- Florin Barbu -  chitara bas (2019)

## Discografie
- Implant pentru refuz, 1996, East&Art
- Permis portsinucidere, 1997, Rocka Rolla
- Culori, 1999 Rocka Rolla
- Oameni fără fetze, 2001, MediaPro Music
- Monolith, 2007, Monolith
- Otheroot, 2009, Firefield Records
- Cartography, 2015, self produced
- Acustic (Live@Unirii5), 2016, Viniloteca
- Sub Radar, 2019, self produced

## Activitate

### Participări la festivaluri
- Underground Timișoara Fest
- TopT
- Posada
- Rock la Mureș
- Salvați Vama Veche
- În edițiile din 2005, 2006, 2013 trupa a concertat pro bono (gratuit) la festivalul FânFest, Roșia Montană în cadrul campaniei „Salvați Roșia Montană”[1][2].
- Speotimiș (concerte organizate în Peștera Românești)
- Peninsula
- Stufstock
- Samfest
- StudentFest
- Motorock
- Timrock
- Timisoara Rock Festival
- Rock'n'Iasi Open Air
- Bucovina Rock Castle
- Măgura Wave
- Slowride Transalpina Fest
- Bucharest GreenSounds Festival
- Focus in the Park
- Rock Folk Fest
- Zilele Nordului
- Way Too Far Festival
- Danube Rock Festival
- Iubim 2 Roți
- Rock de Dat cu Capul
- Rock for Revolution
- Momente de Ogradă
- Out Of Doors Fest
- Rockanotheworld
- Fire In The Park Rock Fest
- Jazz In The Park
- Padina Fest
- Route68 SummerFest
- The Carnival
- Electric Castle 2023

### Colaborări
- Megadeth
- Soulfly
- Clawfinger
- Deftones
- Korn
- Sick of it all